# Giovanni Pisano
Giovanni Pisano (Pisa, 1248 circa – Siena, 1315 circa) è stato uno scultore e architetto italiano.

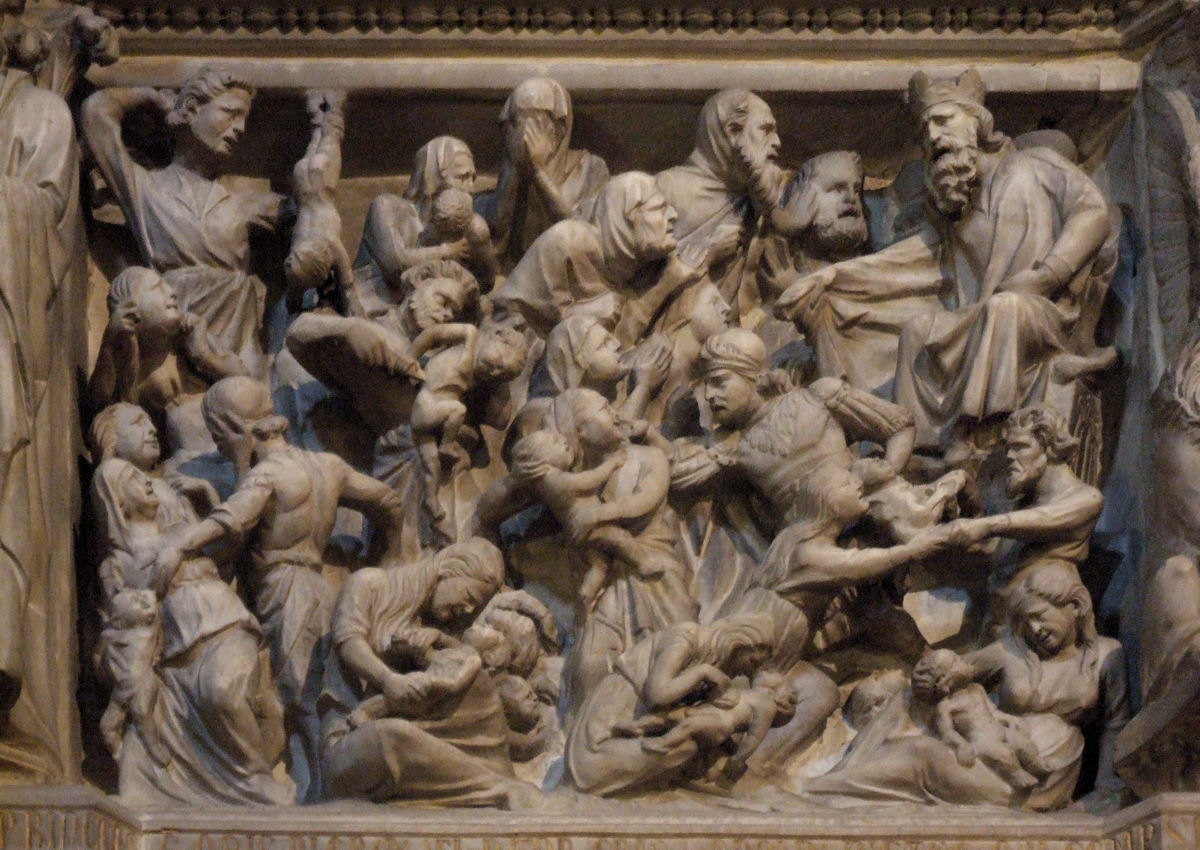
La Strage degli Innocenti del pulpito della chiesa pistoiese di Sant'Andrea.

Riuscì a sviluppare gli spunti del padre Nicola, confermando il ruolo preminente della scultura tra le arti figurative del XIII secolo, almeno fino al sorgere di Giotto. Diede alle sue statue forme slanciate ed elegantemente inarcate, ai rilievi un forte senso di movimento e di chiaroscuro,  manifestando una forte espressività, senza tuttavia dimenticare mai una solida volumetria tipicamente italiana. Fu protagonista di alcuni dei più importanti cantieri della sua epoca, soprattutto a Pisa, Siena e Pistoia, diventando uno degli artisti più influenti del XIV secolo.

## Biografia

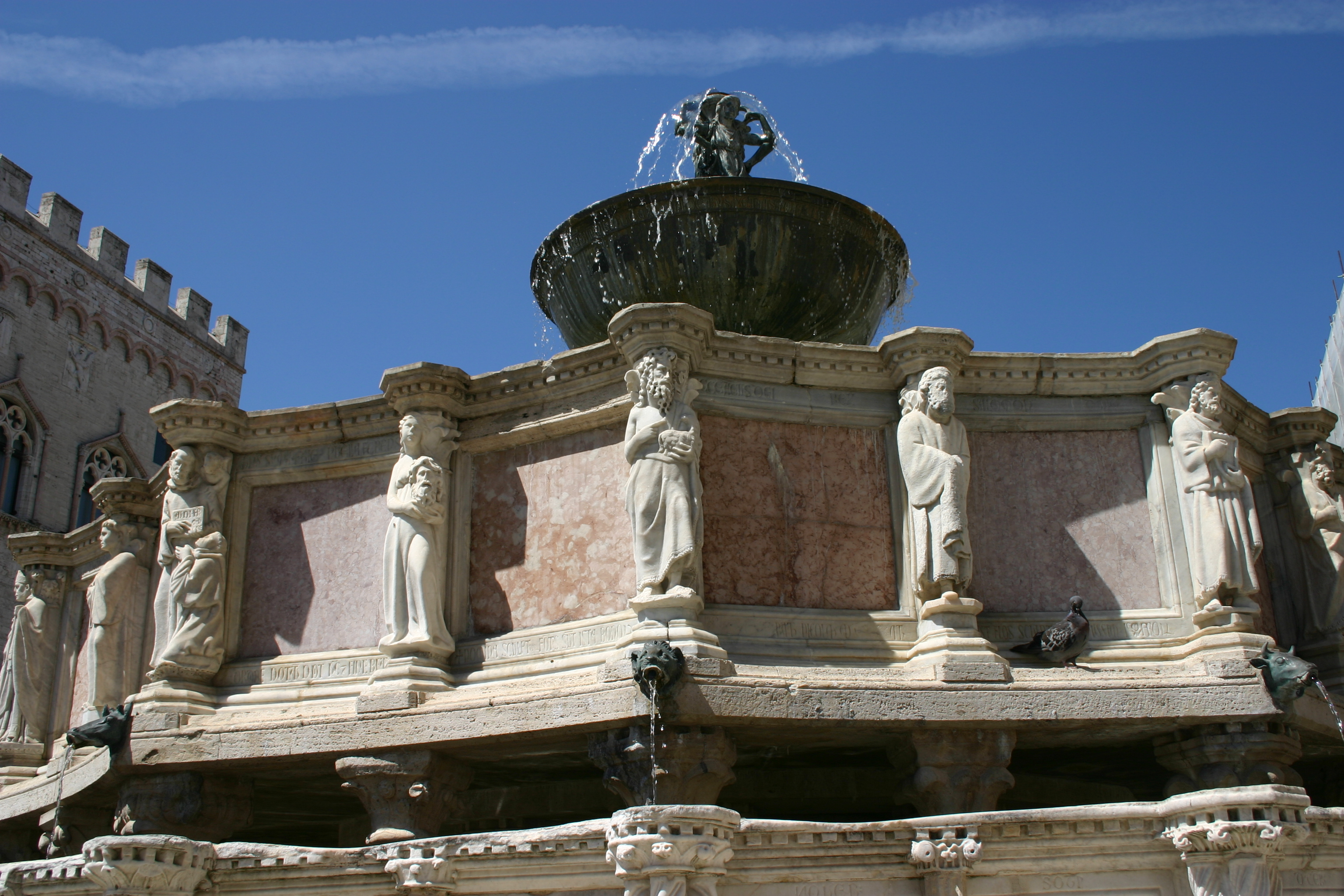
Perugia, Fontana Maggiore, figure della vasca superiore.

Durante gli anni in cui lavorò a fianco del padre collaborò alla decorazione scultorea del Battistero di Pisa e al Pulpito di Siena (1265-1269), anche se l'attribuzione delle diverse sculture è controversa. Ebbe un ruolo sicuramente più attivo nella Fontana Maggiore (1275-1278) di Perugia, dove firmò accanto al nome del padre le figure del registro superiore, pur nella totale incertezza delle attribuzioni, sono in genere riferite a Giovanni Pisano per la loro tendenza ormai esplicitamente gotica.
Successivamente entrò a capo di progetti lasciati incompiuti dal padre: la decorazione esterna del Battistero di Pisa (statue del secondo registro e completamento del terzo e ultimo); e il Duomo di Siena, dove fu capomastro dal 1285 al 1296: qui allungò le navate di una campata, al termine della quale impostò la facciata monumentale; condusse i lavori della parte inferiore della facciata per la quale realizzò un gran numero di statue di Profeti e Sapienti dell'antichità. A Siena ottenne grossi riconoscimenti e benefici.

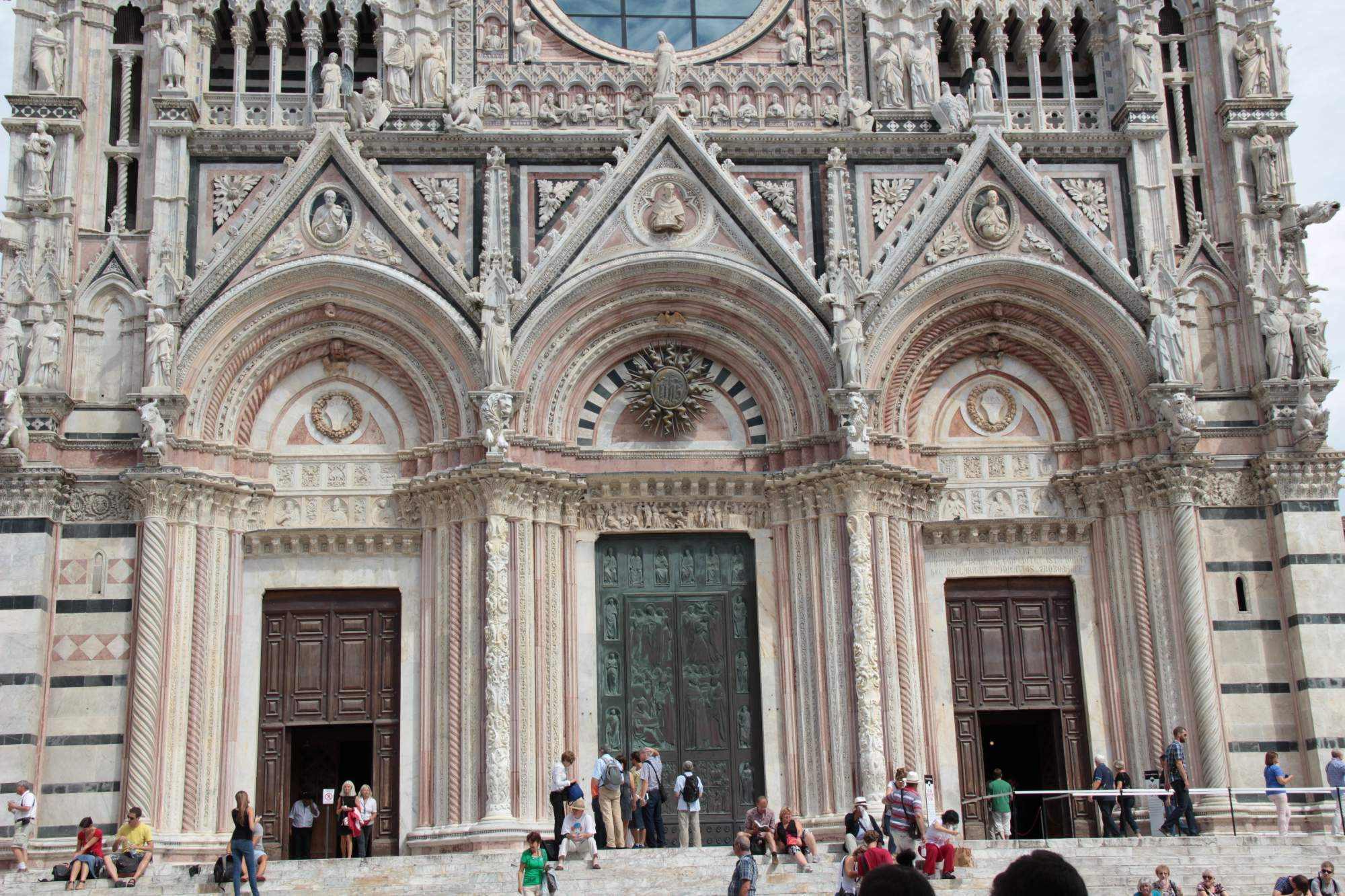
Livello inferiore della facciata del Duomo di Siena.

Negli anni successivi lavorò al pulpito della chiesa di Sant'Andrea a Pistoia (1300-1301) durante il quale si ritiene che abbia progettato il battistero di San Giovanni in Corte.
Fu quindi a Pisa, dove assunse la carica di capomastro della cattedrale per la quale realizzò il pergamo, impegno che si protrasse dal 1302 al 1310 con interruzioni causate dai dissensi con il direttore dell'opera del duomo Borgogno di Tado.
Fra le prime opere realizzate per la Primaziale pisana, vi è la Madonna col Bambino  in avorio, oggi custodita nel Museo dell'Opera del duomo, che doveva costituire parte di un tabernacolo oggi perduto. In essa, il caratteristico inarcarsi della zanna dalla quale è ricavata è abilmente utilizzato per conferire, l'hanchement tipico delle coeve statuette gotiche parigine.
Più tardi, verso la conclusione della sua attività artistica, ricevette due importanti commissioni private: la Madonna col Bambino della Cappella degli Scrovegni di Padova (1305-06) e il Monumento sepolcrale di Margherita di Lussemburgo.

Foto di Paolo Monti
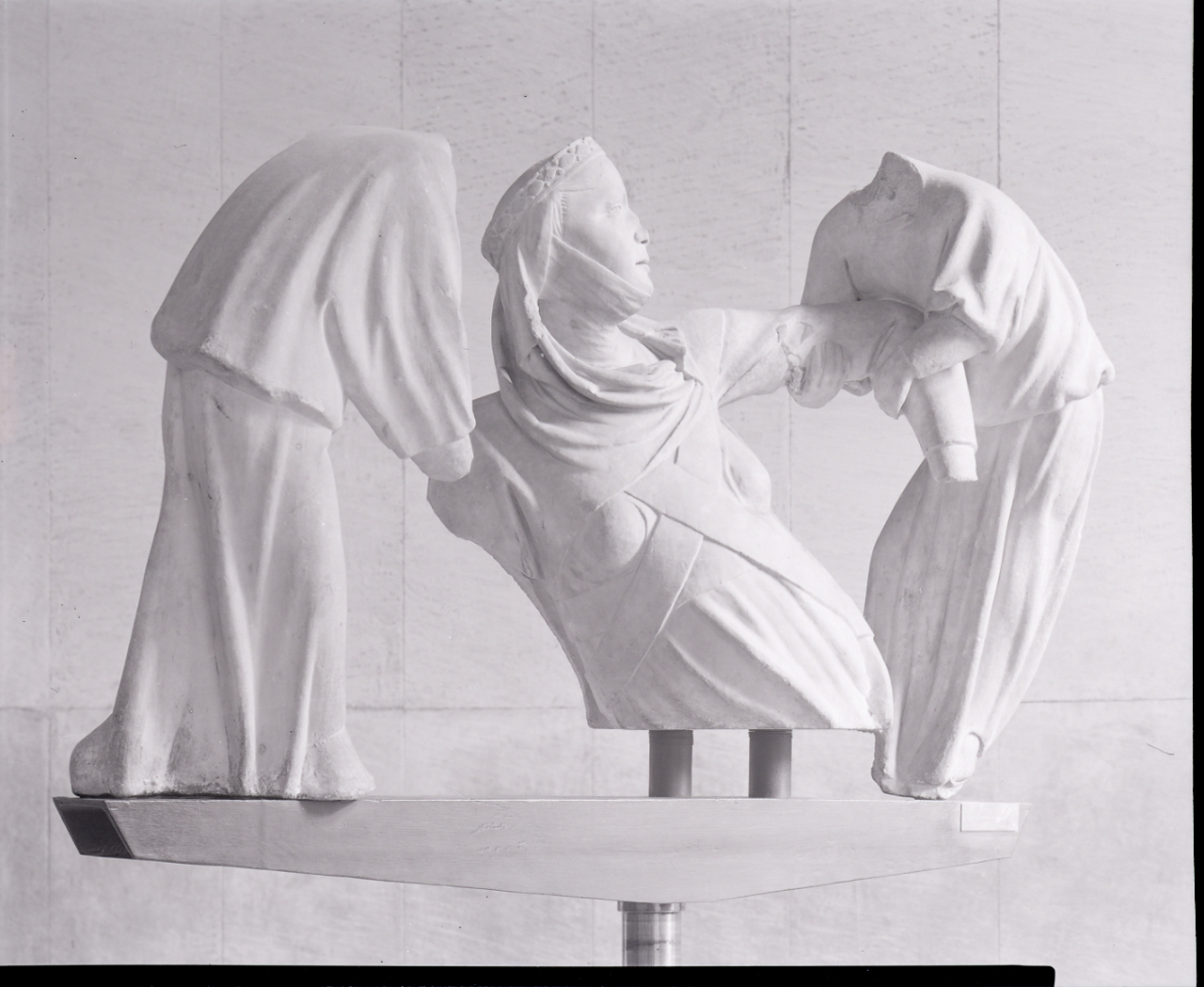
Monumento sepolcrale di Margherita di Lussemburgo (1312-1314; Genova, Museo di Sant'Agostino).
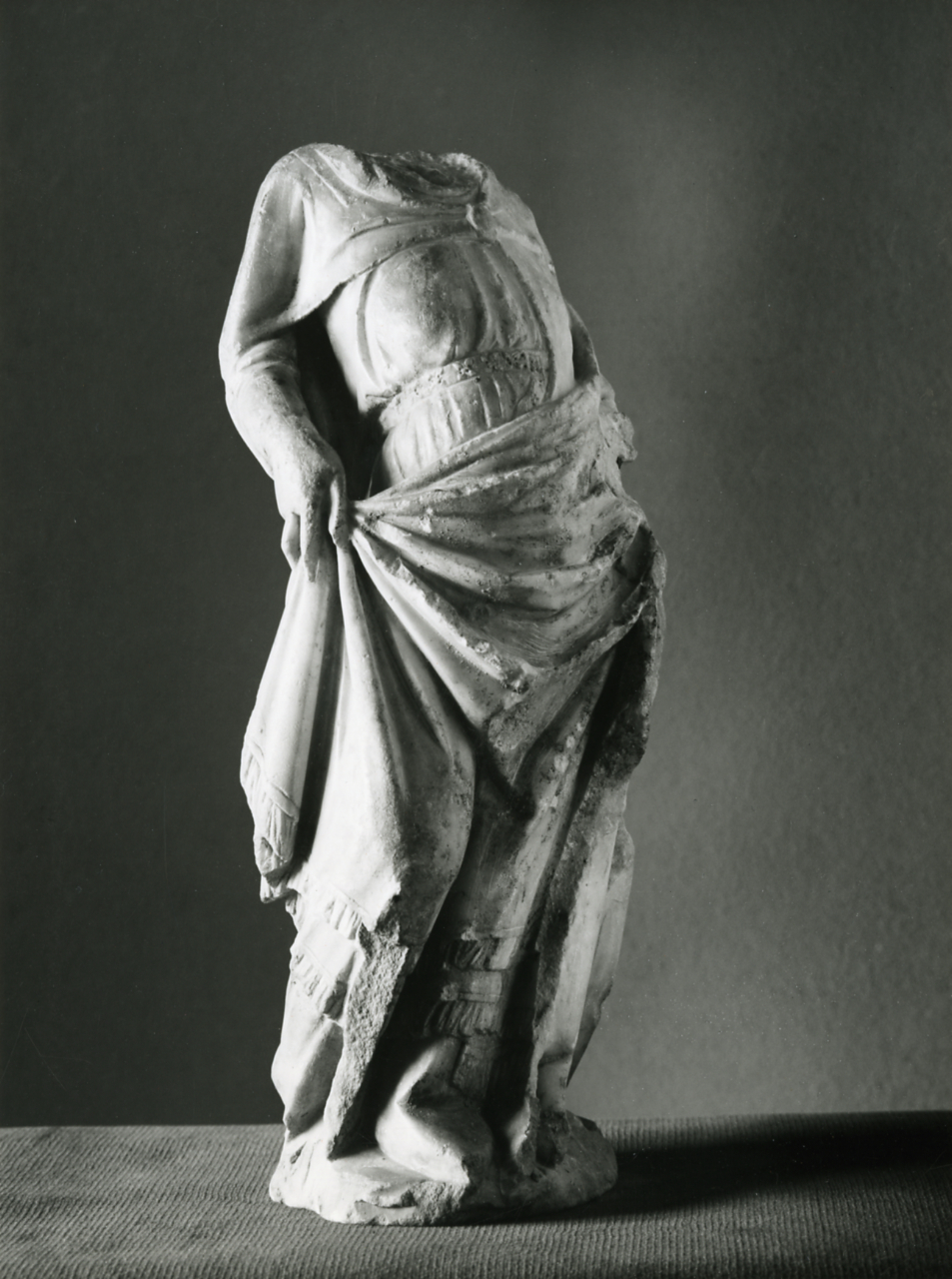
Madonna (1313; Genova, Palazzo Rosso).

## Le opere
L'attività nella quale la sua opera brillò maggiormente fu quella di scultore. L'uscita di scena del padre coincise con la completa maturità dell'artista. In seguito l'arte gotica italiana, influenzata da quella francese, si orientò verso un maggior linearismo e una ricerca più artificiosa di effetti drammatici e queste tendenze si manifestarono con una diversa impostazione dei rilievi, con capiscuola proprio Giovanni Pisano e Arnolfo di Cambio. In ogni caso Giovanni Pisano seppe andare oltre questi modelli francesi, infondendo nelle sue opere un forte senso della volumetria e del movimento.
Giovanni però non prese spunto solo da modelli francesi, ma seppe a sua volta rinnovare con le più nuove soluzioni plastiche ed espressive, figure dalle movenze libere nello spazio e svincolate dall'architettura, come nei rilievi dei portali del Duomo di Siena. A differenza di Arnolfo di Cambio, l'interesse tra scultura e architettura di Giovanni propende tutto per la prima, ed è interessato fino a un certo punto alla fusione delle due componenti.
Fra le opere giovanili, Vasari nelle sue Vite cita l'acquasantiera della Chiesa di San Giovanni Fuorcivitas a Pistoia, con le quattro Virtù Cardinali scolpite sul bacino, e sostenuta dalle cariatidi delle tre Virtù teologali. Si data all'incirca nel 1268 il tondo con la Vergine e il Bambino benedicente custodito a Empoli, Museo della Collegiata di S. Andrea.
Riguardo alla sua collaborazione nel pulpito di Nicola nel duomo senese, gli sono stati attribuiti dalla critica il Cristo mistico che costituisce uno dei pilastrini tra i rilievi figurati e l'Angelo annunciante frammentario ora al Bodemuseum di Berlino, oltre ad alcune figure all'interno della Strage degli innocenti, che anticipano la forte espressività tipica del suo stile successivo.
Diresse, mentre il padre era impegnato a Siena, la realizzazione della seconda loggia del battistero di Pisa un coronamento a ghimberghe traforate popolato da poderosi busti di profeti ed evangelisti, e dalle statue di coronamento. Fra le opere giovanili di minori dimensioni, vi furono alcuni crocefissi lignei, quali il Crocifisso del Museo dell'Opera del duomo di Pisa, che custodisce la Madonna col Bambino detta "del colloquio" scolpita per la lunetta della porta occidentale del transetto meridionale del duomo, risalente all'incirca al 1280, notevole per l'intenso sguardo tra madre e figlio.

### La Fontana Maggiore di Perugia
Relativamente ai lavori per la prima opera firmata, insieme al padre, la Fontana Maggiore di Perugia, compiuta nel 1278, mostrano più spiccatamente lo stile tipico di Giovanni le formelle dei Mesi, ed alcune statue, quali la teologia, fra i cinquanta complessivamente realizzati. Il bacino superiore mostra ventiquattro statue alternate a specchiature lisce, fra cui spiccano due personaggi contemporanei, il capitano del popolo Matteo da Correggio e il podestà Ermanno da Sassoferrato, che si possono considerare tra i primi ritratti della storia dell'arte italiana.

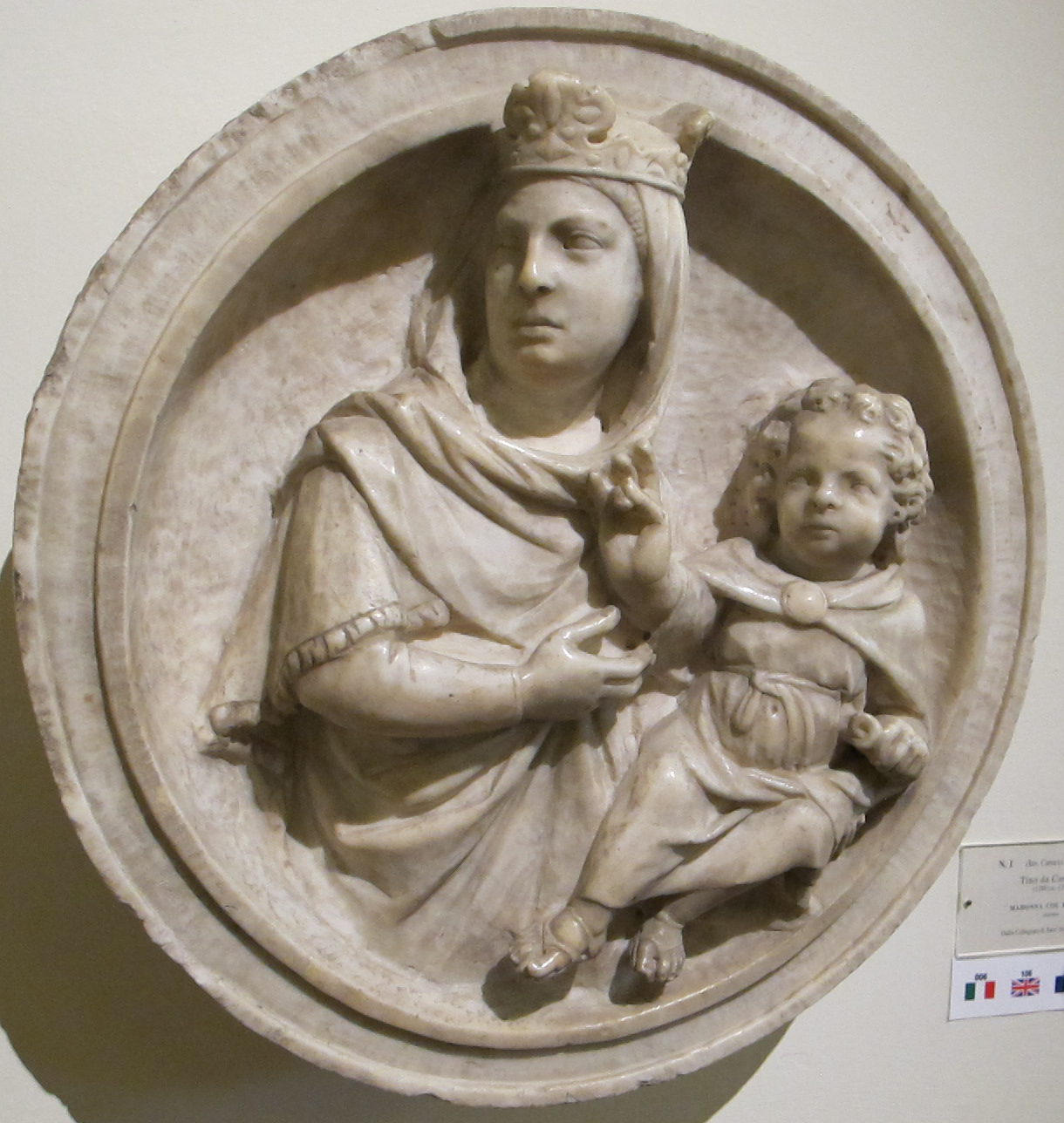
Vergine e il Bambino benedicente, Empoli, Museo della Collegiata di S. Andrea.
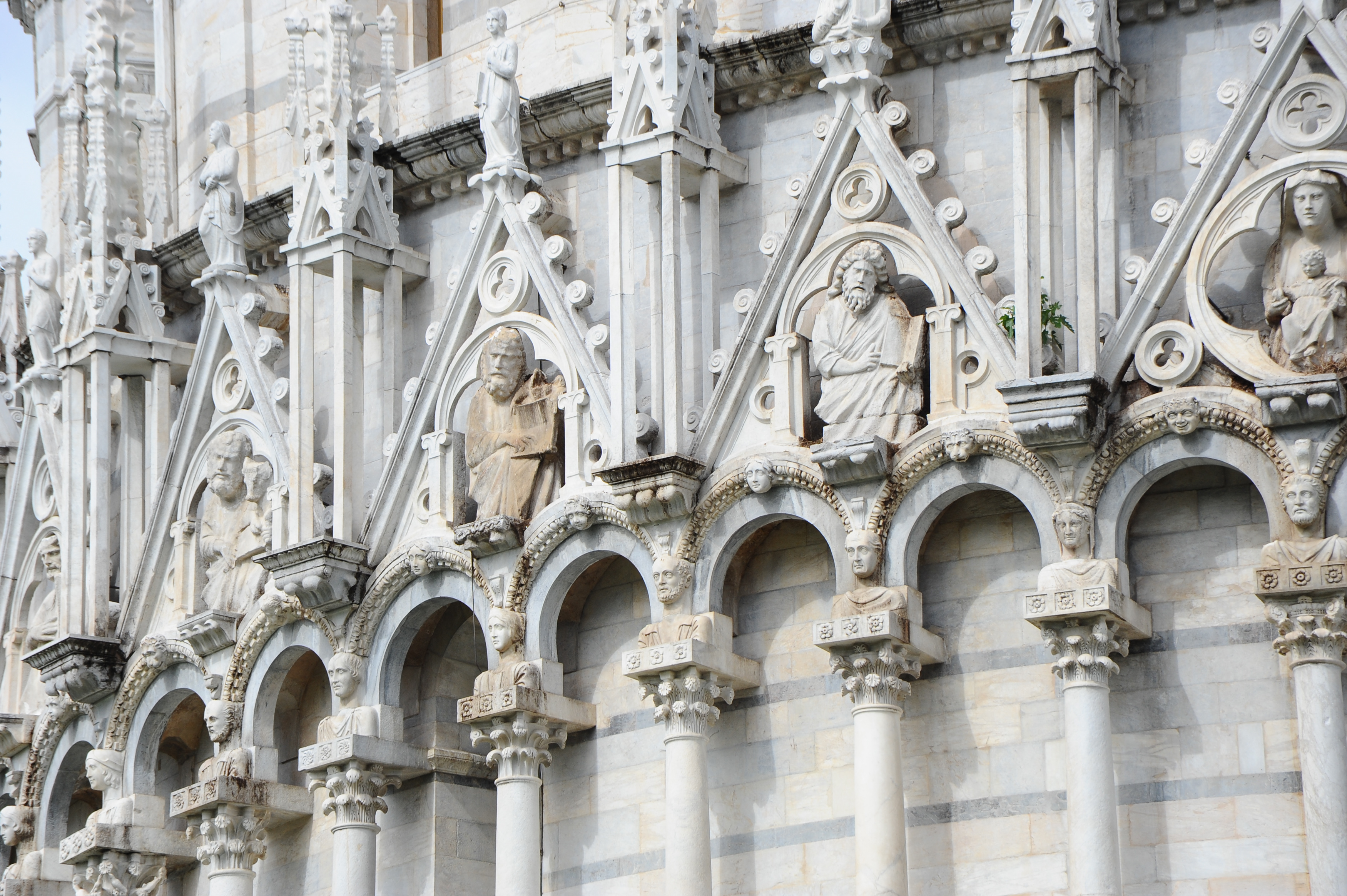
Loggia del battistero di Pisa.
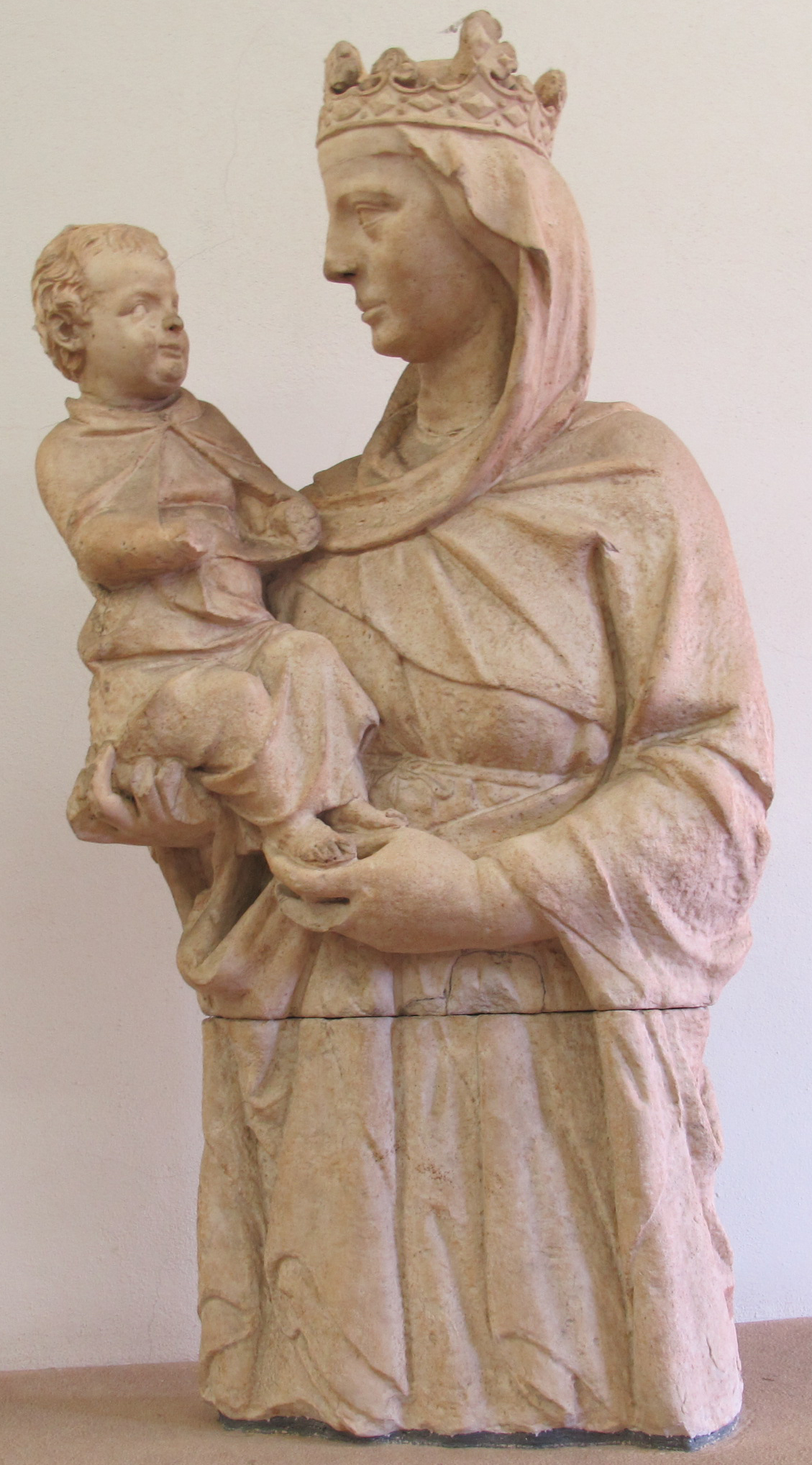
Madonna del colloquio, Museo dell'Opera del Duomo di Pisa.
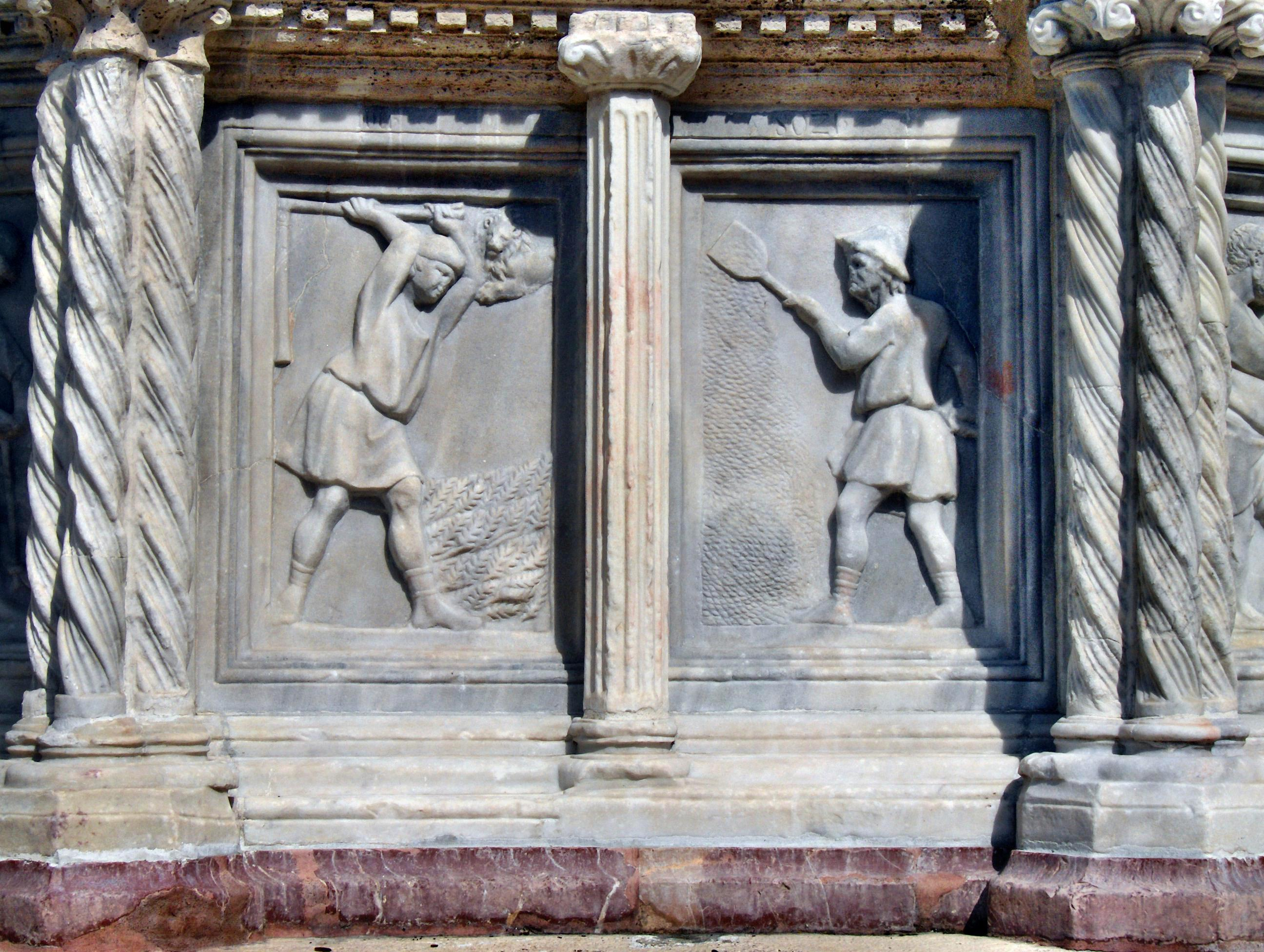
Fontana Maggiore di Perugia, formelle dei Mesi.

### La facciata della cattedrale di Siena
In qualità di capomastro del cantiere della cattedrale, vi lavorò dal 1284, anno di posa della prima pietra, al 1296, quando fu improvvisamente allontanato dal cantiere, a causa di contrasti con l'Opera della Cattedrale. A tale data la facciata era completata solo fino ai coronamenti dei portali. Realizzò, con aiuti, le due colonne a girali del portale centrale, l'architrave e le statue della lunetta, le sei figure di animali e le quattordici grandi statue dei rappresentanti dell'Antica alleanza e dell'Antichità pagana, queste ultime in gran parte autografe. Le figure, vivacemente dinamiche e ricche di pathos, rappresentano una sintesi tra ispirazione classica e forme gotiche. Per il triplo portale, la maggiore fonte di ispirazione è ritenuta la facciata occidentale della cattedrale di Chartres.
Negli stessi anni lavorò al completamento della cattedrale di San Cerbone a Massa Marittima e al portale e il protiro laterale della collegiata di San Quirico d'Orcia.

### Il pulpito di Sant'Andrea

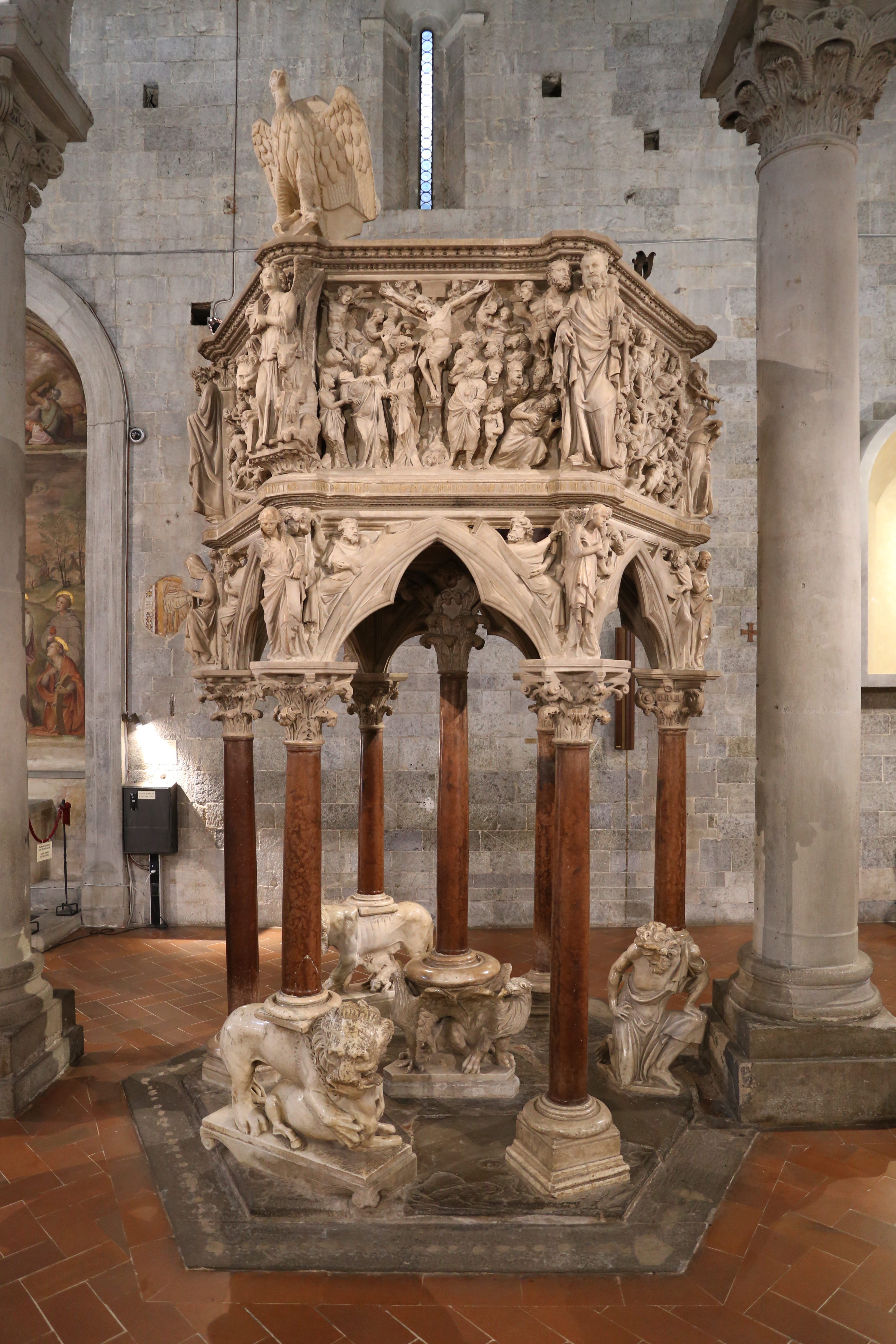
Il Pulpito di Sant'Andrea a Pistoia, 1301.

Il pulpito della chiesa di Sant'Andrea di Pistoia è un'opera terminata nel 1301 nella quale si può misurare il rapporto con le analoghe opere scolpite dal padre (i pulpiti del Battistero di Pisa e del Duomo di Siena). Poche sono le testimonianze relative a quest'opera se non l'iscrizione in lingua latina che corre tra le arcatelle e i parapetti in cui si testimoniano il committente Arnoldo, i tesorieri Andrea Vitelli e Tino di Vitale e l'artista Giovanni Pisano, lodatissimo artefice che in questo pulpito «seppe superare il padre in sapienza».
La struttura riprende quella del pulpito del Battistero pisano: di forma esagonale appoggia su sette colonne (sei ai vertici ed una centrale) di cui due sorrette da leoni stilofori ed una da uno straordinario telamone ricurvo, mentre la colonna centrale poggiante su tre grifoni alati ed infine le ultime tre poggiano direttamente a terra. L'organizzazione dei rilievi del parapetto, intervallati solo da altre figure collocate agli angoli, riprende invece il pulpito di Siena. Gli archetti trilobati che sorreggono la parte superiore sono più rialzati, quindi maggiore è lo slancio verticale dell'opera.
Il programma iconografico del pergamo riprende i modelli paterni, con Allegorie in ogni pennacchio degli archetti, Profezie (ovvero Sibille e Profeti a figura intera) appoggiate sulle mensole dei capitelli, e i cinque parapetti del pulpito con Storie della vita di Cristo:
1. Annunciazione, Natività, Bagno di Gesù e Annuncio ai pastori;
2. Sogno dei Magi;
3. Strage degli Innocenti;
4. Crocifissione;
5. Giudizio Universale.

Le scene sono molto affollate, come nel pulpito di Siena, ma rispetto alla composta organizzazione ritmica di Nicola Pisano, qui Giovanni scolpì le figure come emergenti all'improvviso dallo sfondo, con bruschi giochi di luci ed ombre derivati dal diverso rilievo di ciascuna figura e un'estrema ricerca del dinamismo. Una delle scene più notevoli è quella della Strage degli innocenti, dove è inscenato un movimento vorticoso dei personaggi, con l'accentuato espressionismo degli sguardi, deformati dal dolore, dalla paura, dalla costernazione. Inoltre la resa dei rilievi presenta molte sfumature, da fini dettagli preziosamente eseguiti a figure sommariamente sbozzate, accostate talvolta con effetti di drammatico contrasto. Mai un artista medievale aveva saputo rendere così vivo un dramma. Per l'ispirazione Giovanni potrebbe aver selezionato alcuni elementi da modelli tedeschi o da alcune scene più toccanti della Colonna traiana.
Notevole è la novità anche in una delle sibille, che si volta con uno scatto quasi spaventato verso un angelo che da dietro le suggerisce le rivelazioni profetiche.

### Il pulpito della cattedrale di Pisa

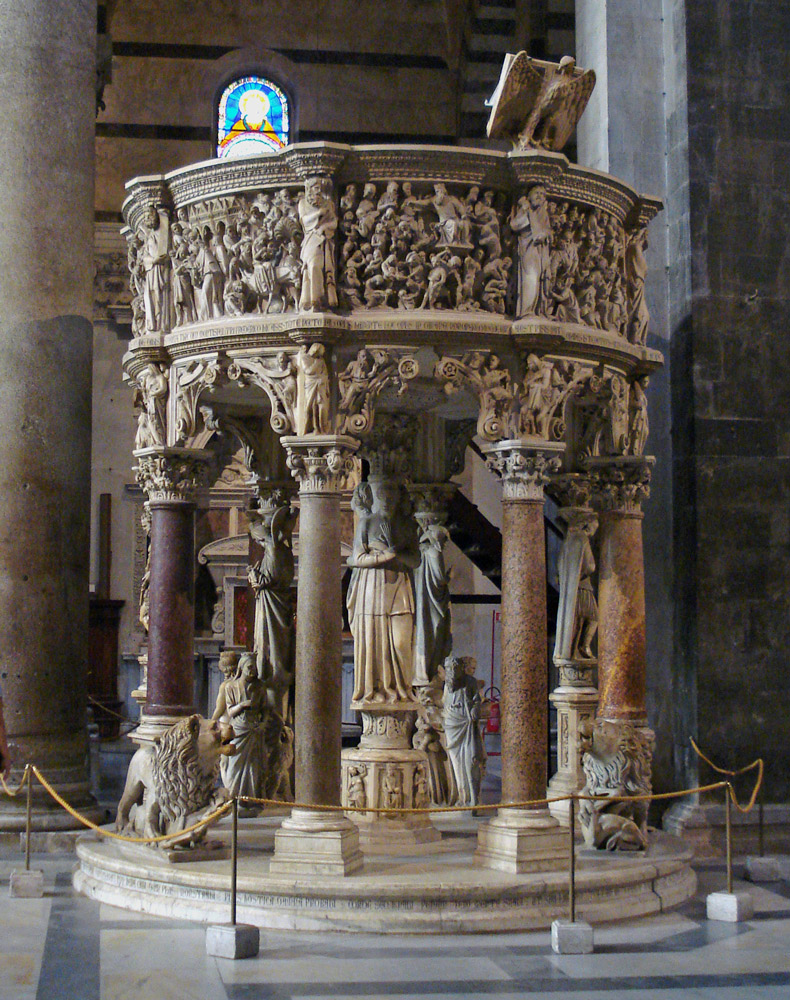
Pulpito del Duomo di Pisa (1310).

Opera pregevolissima non solo per la grandissima qualità tecnica ma anche per il significato iconologico e per le iscrizioni che corrono sul pergamo, veri e propri sfoghi di un artista incompreso nella sua genialità.
Questa opera presenta dei rilievi con un linguaggio un po' più compassato, mentre sono più rilevanti le novità architettoniche: appoggiato su nove colonne di cui una centrale, ha i parapetti arcuati tanto da apparire di forma circolare e non ottagonale, con un inedito continuum; altrettanto originali sono:
- La presenza di cariatidi e telamoni veri e propri, cioè figure scolpite al posto delle semplici colonne, con vari significati simbolici;
- L'adozione di mensole a volute in luogo degli archetti per sostenere il piano rialzato;
- Lo straordinario senso di movimento, dato dalle numerosissime figure che riempiono ogni spazio vuoto.

Una di queste cariatidi simboleggia l'Ecclesia, ed ha alla base la serie delle quattro virtù cardinali personificate (giustizia, fortezza, temperanza e prudenza), tra le quali spicca la nuda Temperanza, che riprende la posa della Venus pudica. Ma queste virtù, come recita l'iscrizione di Giovanni stesso, hanno un significato più ampio, quali quattro parti del mondo, quattro fiumi del Paradiso e quattro età della donna. Giovanni creò quindi una summa dell'universo enciclopedico dell'epoca. Le sue immagini, apparentemente confuse a prima vista, in seguito a un'osservazione più accurata appaiono più precise.